# 호세 라울 물리노

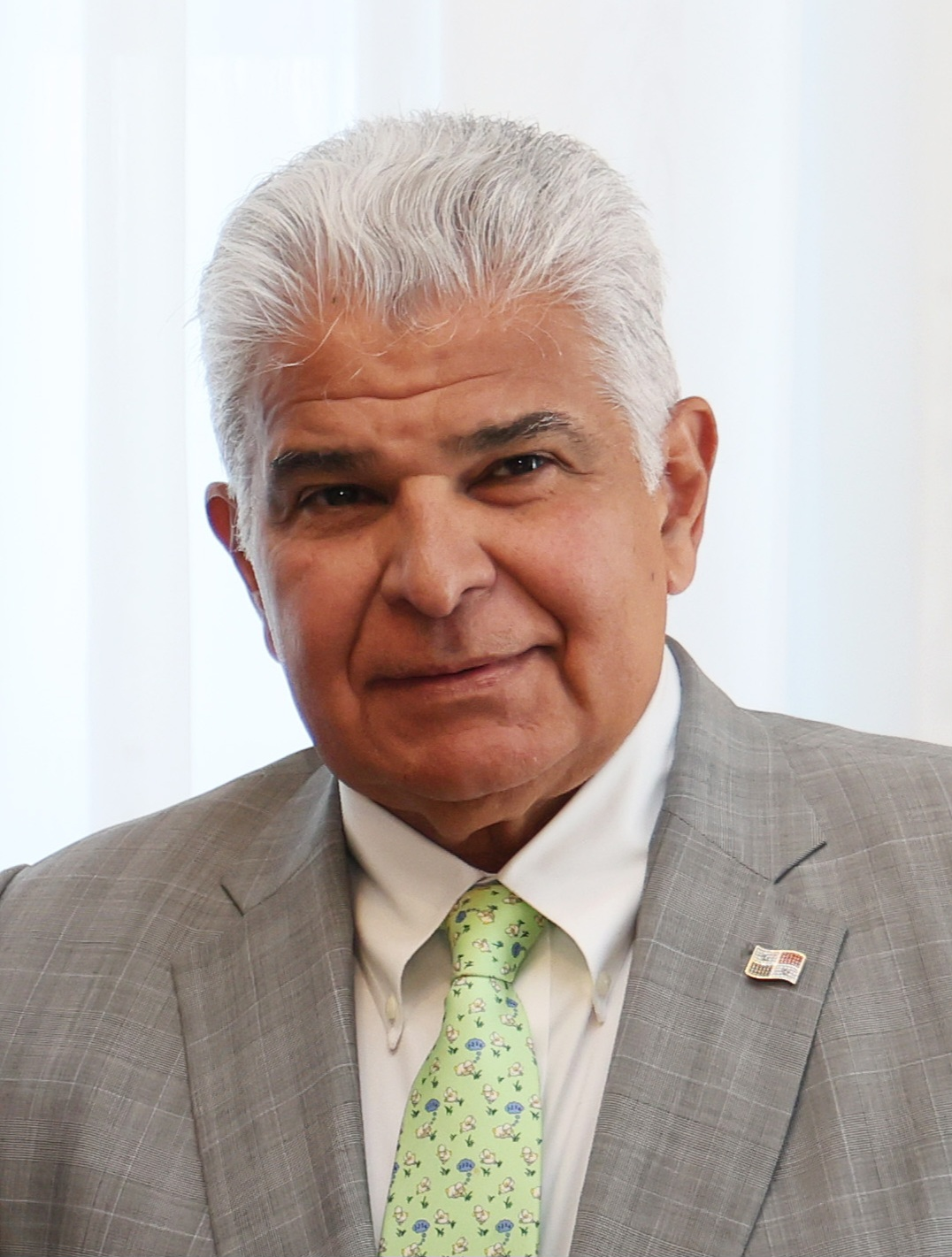
2024년 모습

호세 라울 물리노(본명: 호세 라울 물리노 퀸테로, José Raúl Mulino Quintero, 1959년 6월 13일 ~ )는 파나마의 정치인, 외교관, 변호사로, 현재 2024년부터 파나마의 제39대 대통령을 맡고 있다. 2024년 파나마 선거에서 대통령 선거에 출마했으며, 이 선거에서 34%의 득표율로 당선되었다. 목표 실현 후보이자 리카르도 마르티넬리 전 대통령의 후임자이다.
2009년부터 2010년까지 정부 및 법무부 장관, 2010년부터 2014년까지 공공안보부 장관을 역임했으며 두 직책 모두 마르티넬리 대통령 정부에서 맡았다. 그는 기예르모 엔다라 대통령 정부에서 차관(1990~1993) 및 외교부 장관(1993~1994)을 역임했다. 1994년부터 1995년까지 그는 전국외교협의회 회원이자 대법원 민사재판관 대리직을 역임했다.
물리노는 2024년 선거에서 마르티넬리의 부통령 후보였다. 마르티넬리는 부패 스캔들로 인해 출마 자격을 박탈당한 후 물리노를 지지했다.